# Mailüfterl

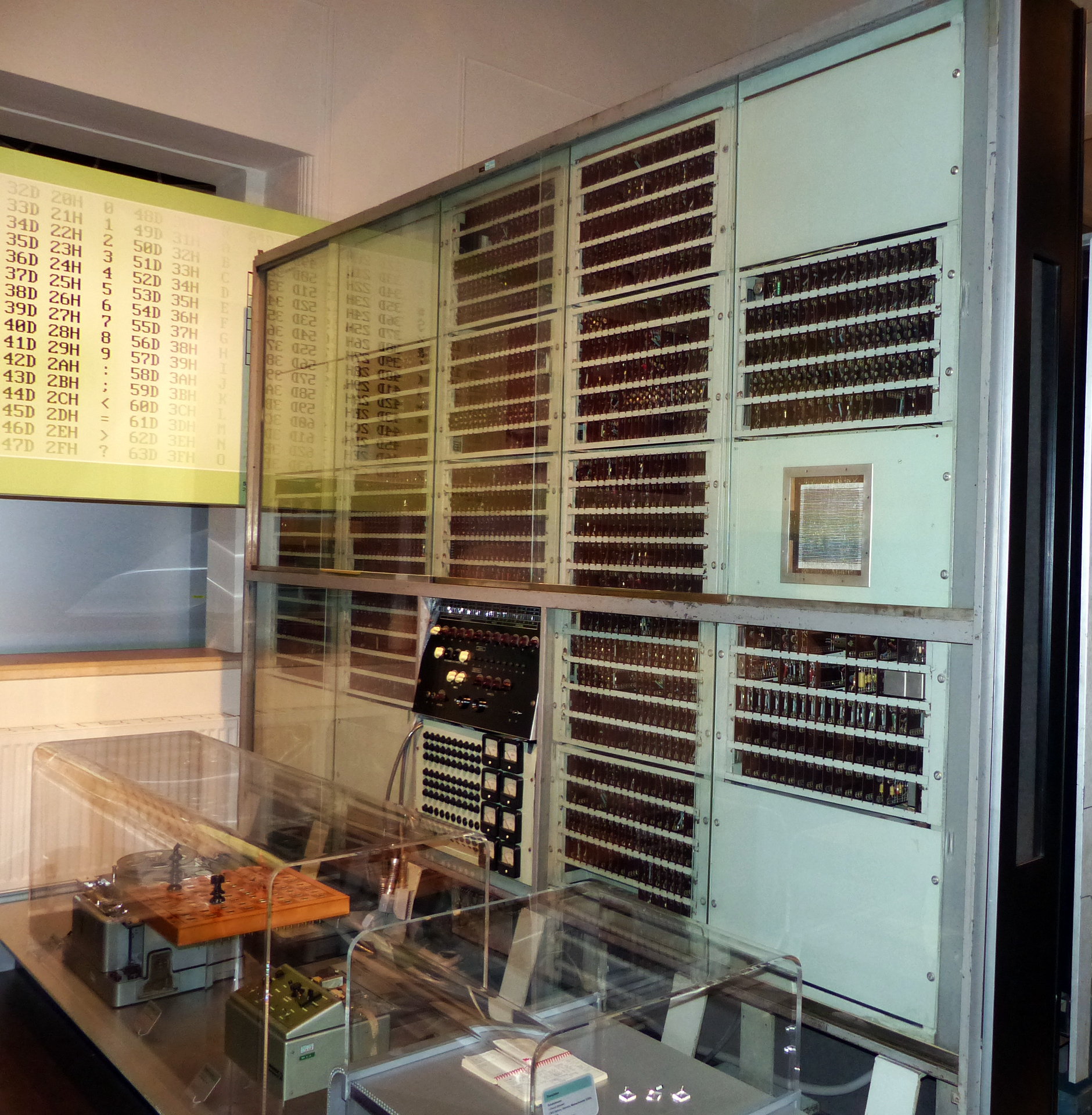
Das Mailüfterl steht heute im Technischen Museum Wien.

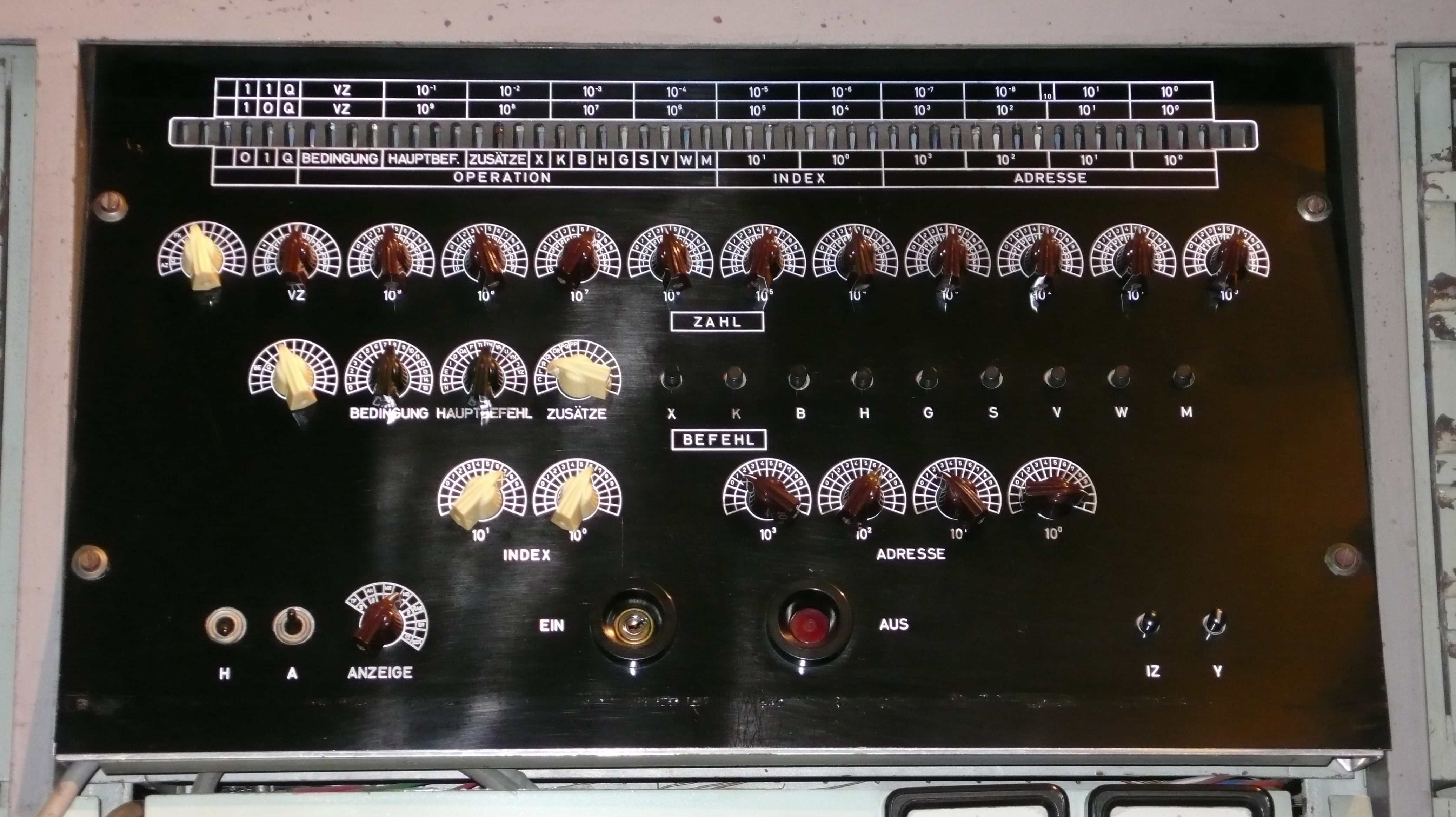
Kontrollpult des Mailüfterls

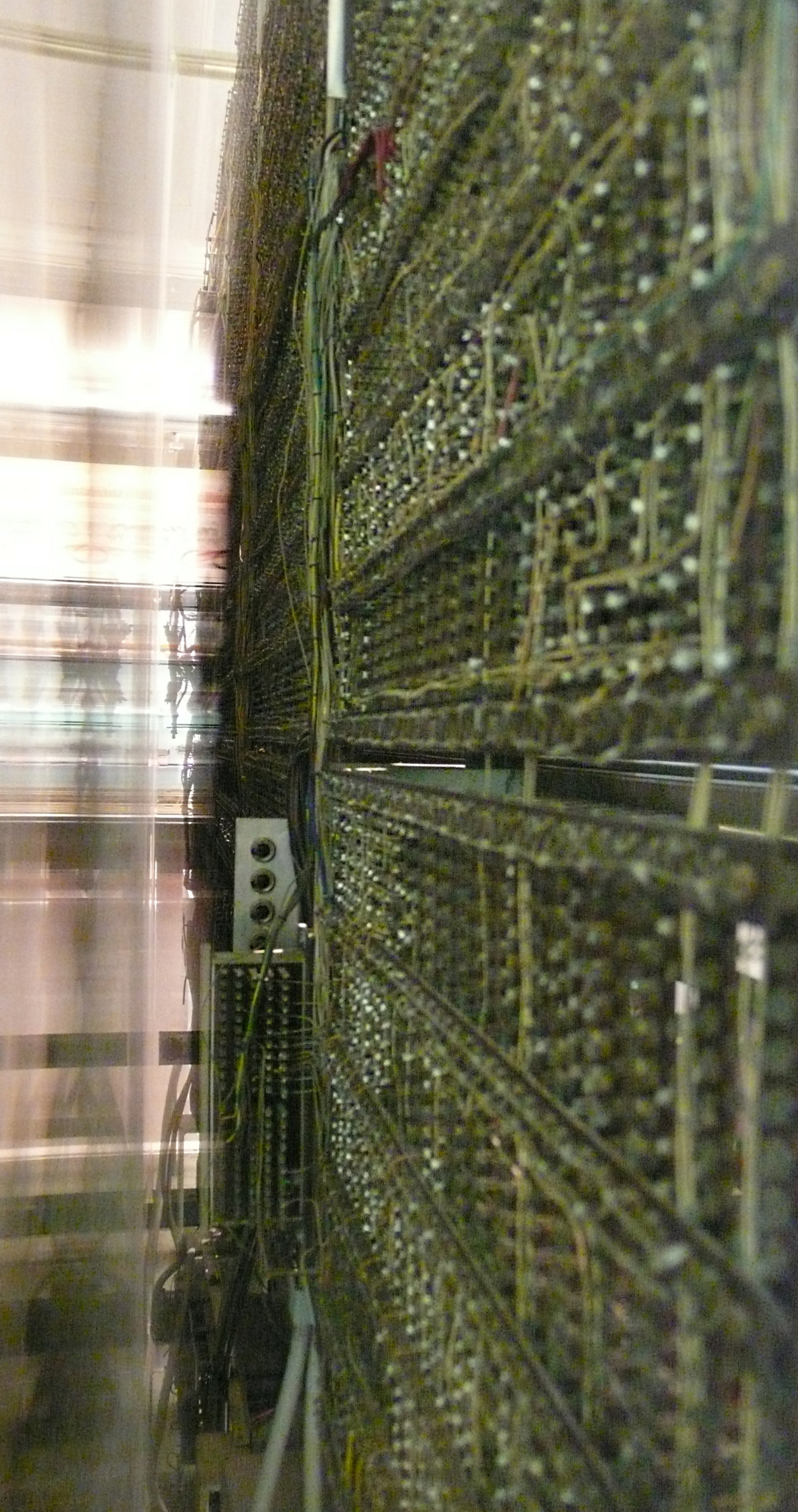
Verdrahtungsseite des Rechners

Das Mailüfterl war der erste Computer auf dem europäischen Festland, der vollständig mit Transistoren arbeitete. Die offizielle Bezeichnung lautete Binär dezimaler Volltransistor-Rechenautomat. Vorgestellt wurde er im Mai 1958. Die ersten Rechner dieser Art weltweit waren der TRADIC und der TX-0.
Das Mailüfterl wurde ab 1955 an der TU Wien von Heinz Zemanek gebaut. Zu seinem Team gehörten unter anderem Rudolf Bodo, Peter Lucas, Georges J. Leser, Viktor Kudielka, Kurt Walk, Ernst Rothauser, Kurt Bandat und Norbert Teufelhart.
Der Erbauer spielte hinsichtlich der Benennung in einem Zitat auf die in den USA in Betrieb genommenen Röhrenrechner an: „Wenn es auch nicht die rasante Rechengeschwindigkeit amerikanischer Modelle erreichen kann, die ‚Wirbelwind‘ oder ‚Taifun‘ heißen, so wird es doch für ein Wiener ‚Mailüfterl‘ reichen.“ 
Der Rechner besteht aus 3.000 Transistoren, 5.000 Dioden, 1.000 Montageplättchen, 100.000 Lötstellen, 15.000 Widerständen, 5.000 Kondensatoren und 20.000 Metern Schaltdraht. Mit einem Gewicht von rund 500 Kilogramm sowie einer Breite von 4 Metern, einer Höhe von 2,5 Metern und einer Tiefe von 50 Zentimetern war die Anlage gegenüber den zeitgenössischen Röhrenrechnern vergleichsweise klein. Das Mailüfterl hatte eine damals beachtliche Taktfrequenz von 132 kHz und arbeitete im BCD-System.
Zemanek sagte über sein Projekt später, es sei ein halb illegales Unterfangen eines kleinen Hochschulassistenten gewesen, das er ohne offizielle Genehmigung und somit auch ohne finanzielle Unterstützung der Universität mit einer Gruppe von Studenten realisierte. Er reiste 1954 zu Philips nach Holland, um dort wegen einer Sachspende vorzusprechen. Die Menge von 1.000 Transistoren und deren Einsatzzweck waren nur sieben Jahre nach Erfindung des Transistors schwer zu vermitteln. 
Zemanek erhielt aber dennoch eine Zusage über 1.000 eher langsame Hörgerät-Transistoren und bekam schließlich von Philips insgesamt 4.000 hochwertige Transistoren (lediglich vier waren defekt, sie waren vermutlich beim Löten beschädigt worden).
Nach der Konstruktion der Hardware widmete sich die Gruppe von 1958 bis 1961 der Programmierung. Am 27. Mai 1958 berechnete das Mailüfterl in 66 Minuten die Primzahl 5 073 548 261.
Der Rhythmus des Programmablaufes konnte über ein Radio abgehört werden. War nur noch ein Dauerton zu hören, wussten die Techniker, dass etwas nicht mehr stimmt. Das wurde genutzt, um über Telefon von zu Hause aus festzustellen, ob das Gerät aufwendige Rechenarbeiten über Nacht noch bearbeitete.
1961 bot IBM dem Computerpionier an, ein Laboratorium in Wien aufzubauen, woraufhin Zemanek die gesamte Gruppe zu dem Konzern übersiedelte. IBM kaufte dem Staat das Mailüfterl ab, um es dem Labor, dem Zemanek bis 1976 vorstand, zur Verfügung zu stellen. IBM musterte den Rechner 1966 aus und übergab ihn 1973 dem Technischen Museum Wien. 2024 schenkte IBM die bisherige Dauerleihgabe dem Museum.
Am 1. Oktober 2013 veröffentlichte Google in einem Blog ein Video, um dieses Projekt zu honorieren.